# Fieulaine
Fieulaine település Franciaországban, Aisne megyében. Lakosainak száma 249 fő (2022. január 1.). Fieulaine Bernot, Étaves-et-Bocquiaux, Fonsomme, Fontaine-Notre-Dame és Montigny-en-Arrouaise községekkel határos.

## Népesség
A település népességének változása:
| Lakosok száma | 288  | 287  | 255  | 271  | 275  | 270  | 256  | 248  | 250  | 249  |
|               | 1968 | 1982 | 1990 | 2006 | 2013 | 2015 | 2017 | 2019 | 2020 | 2022 |